# Erland Johnsen
Erland Johnsen (nacido el 5 de abril de 1967 en Moss) es un exfutbolista noruego profesional y actual gerente.
Jugó como defensa desde 1983 hasta 1999, especialmente para el Chelsea y el Bayern Munich. Él también jugó para Moss, Rosenborg y Strømsgodset y jugó 24 veces como internacional con Noruega. Se mudó a la gestión en 1999 con Strømsgodset y más tarde con Moss, Follo y Lillestrøm.

## Trayectoria

### Como jugador
Su carrera como jugador comenzó en Moss, y más tarde se unió al Bayern Munich como profesional. Durante sus dos temporadas en el club se vio involucrado en dos campeonatos en 1989 y 1990.
Sin embargo, no recogió la medalla de ganador del título en el segundo título de la temporada ganado, cuando salía del club a mitad de la campaña.
En diciembre de 1989, fue transferido al equipo inglés del Chelsea, donde jugó durante ocho temporadas y fue elegido mejor jugador del año para el club en 1995. Él anotó su único gol para el club contra el Southampton en abril de 1994. Mientras que en el Chelsea jugó la final de la FA Cup de 1994. Poco después de ganar la FA Cup de 1997, regresó a su país natal, Noruega, donde jugó para el Rosenborg y finalmente Strømsgodset antes de retirarse en junio de 1999.

### Como gerente
Johnsen se quedó con Strømsgodset como gerente durante los próximos 3 años. Tenía contratos con Moss (2002-2003), Follo (2003-2006) y actualmente se encuentra con el Lillestrøm como desarrollador de jugador.
Después de que Tom Nordlie renunció el 29 de mayo de 2008, Johnsen intervino como gerente,  junto con su excompañero del Chelsea Grodås Frode. 

## Selección nacional
Johnsen fue un defensa central que se coronó 19 veces para el equipo nacional de Noruega , participando en la Copa Mundial de 1994. También ganó 5 llamadas durante la campaña de clasificación para el éxito de Noruega 1988 en los Juegos Olímpicos, aunque éstos no son reconocidos como partidos internacionales de la FIFA. Hizo 16 de los 21 partidos con Noruega. Quizás el momento más famoso en la carrera de Johnsen, llegó el 15 de noviembre de 1989, durante un partido entre Noruega y Escocia, en Hampden Park, donde marcó un gol desde el centro del campo. El gol fue visto en todo el mundo, incluso reconociéndose en CNN como la Jugada del Día. También captó el interés del Chelsea FC, que compró a Johnsen tarde ese mismo año. El legendario portero escocés Jim Leighton, dijo más tarde: "Nunca se me permite olvidarse de él en Escocia, es el gol más lejano que he podido ver". El año 2009, Johnsen reconstruyó el gol que convirtió a Leighton en el programa deportivo noruego The Golden Gol.